# 5·14 청소년 행동의 날
5.14 청소년 인권 행동의 날은 학생에 대한 학교의 정도 이상의 과도한 통제에 반발, 학생들이 광화문 KT앞에서 모인 집회였다. 당초 인권 행동의 날은 5월 7일로 잡혀 있었으나, 새로운 2008학년도 대입전형인 내신등급제 반대 집회에 의해 일주일 뒤인 5.14로 밀려났다.
당시 교육인적자원부에서는 이 5.7, 5.14 당일 모든 학교 학생회 부장 선생님을 파견하여 두 집회에 참여하는 학생들에 대해 징계할 것을 유도하여 되돌아가라고 설득하여 학생들의 집회의 자유권리를 침해당하였다며 물의를 빚은 바 있다.
인권위원회에서는 학교의 학생들의 두발 규정은 과도한 침해라며, 각 학교에 시정문을 통해 권고하였으며, 교육청역시 각 학교의 학생회를 통해 교칙을 개선하라고 요구하였다. 하지만 몇몇 학교는 이 시정문을 통해 개선하였으나, 사건이 지난 2년 후인 2007년 기준으로, 대부분의 학교들은 이를 무시한 채 두발제한규칙을 다시 제정하여 유지하고 있다.